# Umberto Raho
Umberto Raho (Bari, 4 giugno 1922 – Anzio, 9 gennaio 2016) è stato un attore italiano.

## Biografia
Nato a Bari da padre italiano e madre bulgara, si laureò in filosofia ed iniziò a recitare in teatro dopo la fine della seconda guerra mondiale.

### Cinema
Nell'ottobre 1948 esordì nel mondo del cinema interpretando il sottocapo Luigi Serra nel film bellico Fantasmi del mare, diretto dal regista pugliese Francesco De Robertis, interamente girato in un set allestito nell'Arsenale militare marittimo di Taranto.
Dopo un'altra partecipazione cinematografica a distanza di ben otto anni dalla prima in Giulietta e Romeo di Renato Castellani, prese a lavorare con continuità nel cinema a partire dal 1961. Dotato di una presenza scenica d'effetto, d'aspetto slanciato e severo, si trovò a interpretare con credibilità anche il ruolo del "cattivo”. Partecipò ad oltre un centinaio di film. La sua interpretazione migliore è considerata quella del signor Zeno, il padre della protagonista, in Diario di una schizofrenica di Nelo Risi, tratto dal libro omonimo della psichiatra svizzera Marguerite Séchéhaye.
Tra le sequenze innovative che lo vedono protagonista è nota la ripresa in soggettiva della caduta dalla finestra in L'uccello dalle piume di cristallo di Dario Argento, in cui interpreta Alberto Ranieri. Si cimentò in tutti i generi, in prevalenza drammi, commedie, horror, western e spionaggio. Ricoprì molti ruoli anche in produzioni o coproduzioni estere, europee ed anche extra-europee (Messico e Usa). Lavorò con quasi tutti i migliori registi italiani del tempo, talvolta doppiato da Nino Dal Fabbro.

### Televisione
Recitò in TV, ne L'inseguito di Claudio Fino (1956), poi in un episodio de L'anno della fame di Mario Landi (1961) e in Quartetto di Silvio Maestranzi (1974). Umberto Raho ebbe poi il ruolo dello psichiatra ne La bambola, diretto da Mario Foglietti, il quarto dei film gialli della serie La porta sul buio (curata, prodotta e presentata da Dario Argento), trasmessi su Rai 1 nel settembre 1973. Recitò inoltre in Extra, regia di Daniele D'Anza (1976)

### Teatro
Esordì sulle scene il 30 marzo 1942 in Minnie la candida, testo di Massimo Bontempelli, regia di Ruggero Jacobbi, al fianco di Anna Proclemer, al Teatro dell'Università di Roma. Fra le interpretazioni teatrali successive, si ricorda quella ne L'avventura di Maria, da un testo di Italo Svevo, a fianco di Gabriele Ferzetti e per la regia di Nanni Garella (1995).

## Filmografia

### Cinema
- Fantasmi del mare, regia di Francesco De Robertis (1948)
- Giulietta e Romeo, regia di Renato Castellani (1954)
- Nefertite, regina del Nilo, regia di Fernando Cerchio (1961)
- Orazi e Curiazi, regia di Ferdinando Baldi e Terence Young (1961)
- L'oro di Roma, regia di Carlo Lizzani (1961)
- Una vita difficile, regia di Dino Risi (1961)
- Mina... fuori la guardia, regia di Armando William Tamburella (1961)
- Il dominatore dei 7 mari, regia di Rudolph Maté e Primo Zeglio (1962)
- I lancieri neri, regia di Giacomo Gentilomo (1962)
- Venere imperiale, regia di Jean Delannoy (1962)
- La monaca di Monza, regia di Carmine Gallone (1962)
- Il processo di Verona, regia di Carlo Lizzani (1962)
- Lo spettro, regia di Riccardo Freda (1963)
- Senza sole né luna, regia di Luciano Ricci (1964)
- I promessi sposi, regia di Mario Maffei (1964)
- La ballata dei mariti, regia di Fabrizio Taglioni (1964)
- L'ultimo uomo della Terra (The Last Man on Earth), regia di Sidney Salkow e Ubaldo Ragona (1964)
- I lunghi capelli della morte, regia di Antonio Margheriti (1964)
- La vendetta della signora (The Visit), regia di Bernhard Wicki (1964)
- I gemelli del Texas, regia di Steno (1964)
- Romeo e Giulietta, regia di Riccardo Freda (1964)
- Genoveffa di Brabante, regia di José Luis Monter (1964)
- Gli eroi di Fort Worth, regia di Alberto De Martino (1965)
- Agente 077 missione Bloody Mary, regia di Sergio Grieco (1965)
- Colpo grosso a Galata Bridge, regia di Antonio Isasi-Isasmendi (1965)
- I diafanoidi vengono da Marte, regia di Antonio Margheriti (1965)
- Lady L, regia di Peter Ustinov (1965)
- Darling, regia di John Schlesinger (1965)
- L'uomo dalla pistola d'oro, regia di Alfonso Balcázar (1965)
- Agente segreto 777 - Invito ad uccidere, regia di Enrico Bomba (1966)
- Asso di picche - Operazione controspionaggio, regia di Nick Nostro (1966)
- I criminali della galassia, regia di Antonio Margheriti (1966)
- Il papavero è anche un fiore (The Poppy is Also a Flower), regia di Terence Young (1966)
- Rififí ad Amsterdam, regia di Sergio Grieco (1966)
- Password: Uccidete agente Gordon, regia di Sergio Grieco (1966)
- Due once di piombo (Il mio nome è Pecos), regia di Maurizio Lucidi (1966)
- Cifrato speciale, regia di Pino Mercanti (1967)
- Segretissimo, regia di Fernando Cerchio (1967)
- Wanted, regia di Giorgio Ferroni (1967)
- Domani non siamo più qui, regia di Brunello Rondi (1967)
- Mister X, regia di Piero Vivarelli (1967)
- Qualcuno ha tradito, regia di Franco Prosperi (1967)
- La cintura di castità, regia di Pasquale Festa Campanile (1967)
- Pecos è qui: prega e muori!, regia di Maurizio Lucidi (1967)
- La più grande rapina del West, regia di Maurizio Lucidi (1967)
- 15 forche per un assassino, regia di Nunzio Malasomma (1967)
- Satanik, regia di Piero Vivarelli (1968)
- Bang Bang Kid, regia di Luciano Lelli, Giorgio Gentili (1968)
- Colpo sensazionale al servizio del Sifar, regia di José Luis Merino (1968)
- Danza macabra, regia di Antonio Margheriti (1968)
- Un dollaro per 7 vigliacchi, regia di Luciano Lelli e Giorgio Gentili (1968)
- Diario di una schizofrenica, regia di Nelo Risi (1968)
- Un killer per Sua Maestà, regia di Federico Chentrens (1968)
- Stuntman, regia di Marcello Baldi (1968)
- Il ragazzo che sorride, regia di Alberto Grimaldi (1968)
- I bastardi, regia di Duccio Tessari (1969)
- ...e vennero in quattro per uccidere Sartana!, regia di Demofilo Fidani (1969)
- Infanzia, vocazione e prime esperienze di Giacomo Casanova, veneziano, regia di Luigi Comencini (1969)
- Ora X - Pattuglia suicida, regia di Gaetano Quartararo (1969)
- Scacco internazionale, regia di Niny Rosati (1969)
- Z - L'orgia del potere (Z), regia di Costa-Gavras (1969)
- L'uccello dalle piume di cristallo, regia di Dario Argento (1970)
- Disperatamente l'estate scorsa, regia di Silvio Amadio (1970)
- La confessione (L'Aveu) regia di C. Costa-Gavras (1970)
- La ragazza di nome Giulio, regia di Tonino Valerii (1970)
- Fermate il mondo... voglio scendere!, regia di Giancarlo Cobelli (1970)
- Le coppie, (secondo episodio: "La camera”), regia di Alberto Sordi (1970)
- I quattro pistoleri di Santa Trinità, regia di Giorgio Cristallini (1971)
- Il gatto a nove code, regia di Dario Argento (1971)
- La notte che Evelyn uscì dalla tomba, regia di Emilio P. Miraglia (1971)
- Un posto ideale per uccidere, regia di Umberto Lenzi (1971)
- Gli orrori del castello di Norimberga, regia di Mario Bava (1972)
- Siamo tutti in libertà provvisoria, regia di Manlio Scarpelli (1971)
- Bella di giorno moglie di notte, regia di Nello Rossati (1971)
- Ricatto alla mala (Un verano para matar), regia di Antonio Isasi-Isasmendi (1972)
- Valeria dentro e fuori, regia di Brunello Rondi (1972)
- 7 scialli di seta gialla, regia di Sergio Pastore (1972)
- Al tropico del cancro, regia di Giampaolo Lomi e Edoardo Mulargia (1972)
- La notte dei diavoli, regia di Giorgio Ferroni (1972)
- Il terrore con gli occhi storti, regia di Steno (1972)
- Alla ricerca del piacere, regia di Silvio Amadio (1972)
- Girolimoni, il mostro di Roma, regia di Damiano Damiani (1972)
- Il tuo piacere è il mio, regia di Brunello Rondi (1972)
- Quando l'amore è sensualità, regia di Vittorio De Sisti (1973)
- La padrina, regia di Giuseppe Vari (1973)
- No. Il caso è felicemente risolto, regia di Vittorio Salerno (1973)
- Buona parte di Paolina, regia di Nello Rossati (1973)
- Ordine Interpol: senza un attimo di tregua (Gott schützt die Liebenden), regia di Alfred Vohrer (1973)
- Anna, quel particolare piacere, regia di Giuliano Carnimeo (1973)
- Il fiore dai petali d'acciaio, regia di Gianfranco Piccioli (1973)
- Diario segreto da un carcere femminile, regia di Rino Di Silvestro (1973)
- Pane e cioccolata, regia di Franco Brusati (1974)
- Mussolini ultimo atto, regia di Carlo Lizzani (1974)
- L'accusa è: violenza carnale e omicidio (Verdict), regia di André Cayatte (1974)
- Prostituzione, regia di Rino Di Silvestro (1974)
- Gruppo di famiglia in un interno, regia di Luchino Visconti (1974)
- L'ossessa, regia di Mario Gariazzo (1974)
- Roma drogata la polizia non può intervenire, regia di Lucio Marcaccini (1975)
- Faccia di spia, regia di Giuseppe Ferrara (1975)
- La sensualità è... un attimo di vita, regia di Dante Marraccini (1975)
- Il trucido e lo sbirro, regia di Umberto Lenzi (1976)
- Gli amici di Nick Hezard, regia di Fernando Di Leo (1976)
- Un amore targato Forlì, regia di Riccardo Sesani (1976)
- La gang dell'Anno Santo (L'Année sainte), regia di Jean Girault (1976)
- Antonio Gramsci - I giorni del carcere, regia di Lino Del Fra (1977)
- Casanova & Company (Casanova & Co.), regia di François Legrand (1977)
- La patata bollente, regia di Steno (1979)
- La zia di Monica, regia di Giorgio Mille (1979)
- Panagulis vive, regia di Giuseppe Ferrara (1980) - versione per il cinema
- Buona come il pane, regia di Riccardo Sesani (1982)
- Matrimonio con vizietto (Il vizietto III) (La Cage aux folles 3), regia di Georges Lautner (1985)
- Il caso Moro, regia di Giuseppe Ferrara (1986)
- Superfantagenio, regia di Bruno Corbucci (1986)
- The Messenger, regia di Pierluigi Ciriaci (1986)
- Mutande pazze, regia di Roberto D'Agostino (1992)
- La bionda, regia di Sergio Rubini (1993)
- Double Team - Gioco di squadra (Double Team), regia di Tsui Hark (1997)

### Televisione
- This Man Dawson – serie TV, episodio 1x10 (1959)
- Mosè, regia di Gianfranco De Bosio – miniserie TV (1974)
- Extra, regia di Daniele D'Anza – miniserie TV (1976)
- Panagulis vive, regia di Giuseppe Ferrara – miniserie TV, 4 episodi (1982)
- Caccia al ladro d'autore – serie TV (1985)
- Anni '60, regia di Carlo Vanzina – miniserie TV (1999)

## Prosa televisiva Rai
- Enrico IV di Luigi Pirandello, regia di Claudio Fino, trasmessa nel 1956.